# 长散在核元件
长散在核元件（英語：Long interspersed nuclear element，或，缩写LINEs）是一类的不包含长末端重复序列的反转录转座子，遍布于许多真核生物的基因组中。LINE占了人类基因组的20%。